# おれイチMUSIC
『おれイチMUSIC』（おれイチミュージック）は、2014年9月29日から2015年3月27日まで青森放送ラジオで放送されていた音楽番組である。放送時間は毎週月曜 - 金曜 18:25 - 18:30 （日本標準時）。
パーソナリティは青森放送アナウンサーの青山英次。青山自身が気に入っている音楽を毎日1曲ずつ紹介していた。